# Wyposażony
Wyposażony (oryg. Hung) – serial komediowy emitowany w amerykańskiej telewizji HBO w 2009–2011 r. Od października 2009 także na antenie HBO Polska. Ostatni odcinek serialu został wyemitowany 4 grudnia 2011.

## Fabuła
Akcja serialu toczy się w dotkniętym kryzysem Detroit. Główny bohater – Ray Drecker jest nauczycielem WF-u i trenerem drużyny baseballu w jednej ze szkół średnich. Jego życie pełne jest niespodziewanych perypetii, które zmuszają go do drastycznej zmiany sposobu życia. Powiedzenie, że nieszczęścia chodzą parami, doskonale sprawdza się w przypadku Raya. Najpierw, po blisko dwudziestu latach małżeństwa, zostawia go żona, wkrótce potem główny bohater traci w pożarze dom odziedziczony po rodzicach. Historia na pozór dramatyczna przeplatana jest licznymi absurdalnymi sytuacjami dnia codziennego. Ray pozbawiony dachu nad głową postanawia zamieszkać w namiocie na działce nad jeziorem i samodzielnie odbudować zniszczony dom. Podejście bardzo ambitne, ale jak to zwykle bywa, same chęci nie wystarczą, potrzebny jest spory zastrzyk dodatkowej gotówki. Ray za namową przyjaciółki i dawnej kochanki Tanyi postanawia wykorzystać swój największy atut – ogromne przyrodzenie i zostaje facetem do towarzystwa.

## Bohaterowie/obsada[1]
- Ray Drecker (Thomas Jane) – tytułowy bohater zmagający się z codziennymi perypetiami rozwiedzionego mężczyzny
- Tanya Skagle (Jane Adams) – przyjaciółka Raya, a także jego alfons
- Jessica Haxon (Anne Heche) – żona Raya, rozwiodła się z nim i odeszła do zamożnego dermatologa
- Damon Drecker (Charlie Saxton) – syn Raya
- Darby Drecker (Sianoa Smit-McPhee) – córka Raya
- Ronnie Haxon (Eddie Jemison)
- Lenore (Rebecca Creskoff)
- Jemma (Natalie Zea)
- Pierce (Joshua Leonard)

## Odcinki
Premierowa emisja pilotażowego odcinka serialu w Stanach Zjednoczonych na antenie HBO odbyła się 28 czerwca 2009 r. i zgromadziła przed telewizorami prawie 3 mln widzów. Na antenie HBO Polska premiera serialu odbyła się 22 października 2009.
| Sezon | Sezon | Odcinki | Oryginalna emisja   | Oryginalna emisja | Oryginalna emisja    | Oryginalna emisja | Oryginalna emisja |
| Sezon | Sezon | Odcinki | Premiera sezonu     | Finał sezonu      | Premiera sezonu      | Finał sezonu      |                   |
| ----- | ----- | ------- | ------------------- | ----------------- | -------------------- | ----------------- | ----------------- |
|       | 1     | 10      | 28 czerwca 2009     | 13 września 2009  | 9 października 2009  | 11 grudnia 2009   |                   |
|       | 2     | 10      | 27 czerwca 2010     | 12 września 2010  | 24 września 2010     | 19 listopada 2010 |                   |
|       | 3     | 10      | 2 października 2011 | 4 grudnia 2011    | 17 października 2011 | 19 grudnia 2011   |                   |